# Agonica
Agonica – rodzaj chrząszczy z rodziny biegaczowatych i podrodziny Panagaeinae.

## Morfologia
Głowa duża z wypukłym ciemieniem i dobrze rozwiniętymi bruzdami czołowymi. Głaszczki szczękowe ścięte u wierzchołka. Głaszczki wargowe o ostatnim członie zbliżonym do trójkąta, z wierzchołkiem ściętym. Pokrywy o wierzchołku słabo falistym i rzędach zwykle dobrze wgłębionych. Odnóża środkowe i tylne o środkowej powierzchni goleni niebruzdkowanej. Edeagus bez ząbkowanych lub kolczastych pól na woreczku wewnętrznym.

## Rozprzestrzenienie
Rodzaj endemiczny dla krainy australijskiej, z większością gatunków endemicznych dla Tasmanii.

## Taksonomia
Rodzaj opisany został w 1920 roku przez Thomasa Gibsona Sloane'a. Gatunkiem typowym został Agonica simsoni, przez późniejsze wyznaczenie przez B. P. Moore'a.
Opisano dotąd 4 gatunki z tego rodzaju:
- Agonica ovalipennis Sloane, 1920
- Agonica simsoni Sloane, 1920
- Agonica sloanei Baehr, 2012
- Agonica victoriensis Moore, 1963